# Alfred Sankoh
Alfred Sankoh (* 22. Oktober 1988 in Sierra Leone) ist ein sierra-leonischer Fußballspieler.

## Karriere
Sankoh kam in der sierra-leonischen Stadt Freetown auf die Welt und erlernte das Fußballspielen in den Jugendmannschaften diverser Mannschaften seiner Heimat. 2005 wurde er beim sierra-leonischen Fußballverein FC Kallon Profispieler. Zum Sommer 2007 wechselte er zum norwegischen Fußballverein Ullern IF und zum Frühjahr 2007 zu Strømsgodset Toppfotball. Hier spielte er die nachfolgenden viereinhalb Spielzeiten.
Zum Sommer 2012 wechselte er in die türkische TFF 1. Lig zu Aufsteiger Şanlıurfaspor. Nach zwei Spielzeiten für Urfaspor wurde er vom Erstligisten FK Xəzər Lənkəran angeheuert. Hier spielte er nur eine Spielzeit und kehrte anschließend durch die Verpflichtung von Balıkesirspor in die türkische TFF 1. Lig zurück.
Nach 21 Einsätzen in der Meisterschaft wechselte Sankoh zur Saison 2016/17 zu Denizlispor. In anderthalb Spielzeiten bestritt er hier insgesamt 33 Meisterschaftseinsätze. Im Dezember 2017 wurde sein Vertrag in gegenseitigem Einverständnis aufgelöst. Im Anschluss spielte Sankoh in Saudi-Arabien, Oman, Norwegen und auf den Färöern.
Für sein Heimatland bestritt Sankoh 14 Spiele.